# Lars Jacobsson
Lars Erik Jacobsson (* 10. Dezember 1960 in Jönköping) ist ein schwedischer Fußballtrainer. Nach einer Spielerkarriere im unterklassigen Bereich trainierte er mehrere Vereine in Superettan und Allsvenskan.

## Werdegang
Jacobsson spielte für Huskvarna Södra IS, IF Reif und Markaryds IF im unterklassigen Ligabereich. Bei seiner letzten Station war er bis 1989 parallel Jugendtrainer, anschließend übernahm er beim Amateurklub Råstorps IF seinen ersten hauptamtlichen Trainerposten. 1992 kehrte er als Cheftrainer zu Markaryds IF zurück, 1994 zog er zu Älmhults IF weiter. Der Drittligist IS Halmia verpflichtete ihn 1997. Mit der Mannschaft stieg er über die Relegationsspiele in die Zweitklassigkeit auf, dort war sie jedoch chancenlos und belegte den letzten Rang. Über Åhus Horna BK, den er 1999 betreute, kam er 2000 zum Viertligisten Ängelholms FF. Am Saisonende Staffelsieger, stieg er mit dem Verein in die Drittklassigkeit auf. Auch hier dominierte er mit der Mannschaft die Meisterschaft und schaffte als Staffelsieger vor Ystads IF und Helsingborg Södra den Durchmarsch in die zweitklassige Superettan. Der Neuling befand sich direkt im Abstiegskampf, so dass Jacobsson entlassen und durch Mats Jingblad ersetzt wurde.
Jacobsson kehrte daraufhin zunächst zu Markaryds IF zurück, zur Allsvenskan-Spielzeit 2004 wechselte er jedoch als Trainerassistent von Jan Andersson zu Halmstads BK in die erste Liga. Nach der Vizemeisterschaft hinter Malmö FF wurde er zum begehrten Mann und wechselte zum Zweitligisten Östers IF. Auch hier war er erfolgreich, als Tabellenzweiter der Spielzeit 2005 stieg er mit dem Verein in die Allsvenskan auf. Dort war der Klub nahezu chancenlos, mit lediglich vier Saisonsiegen stieg der Verein aus Växjö direkt wieder ab. 
Ab 2007 war Jacobsson zunächst als Riksinstruktör beim Svenska Fotbollförbundet, wo er für die Nachwuchsarbeit zuständig war. Er kehrte aber im Verlaufe der Zweitliga-Spielzeit 2008 auf die Trainerbank zurück, im Juli übernahm er den im Abstiegskampf befindlichen IF Limhamn Bunkeflo. Mit dem Klub verpasste er jedoch in der Relegation den Klassenerhalt. Anfang 2009 kehrte er als Assistent von Andersson zu Halmstads BK in die Allsvenskan zurück. Diesen beerbte er nach einem 13. Tabellenplatz im Vorjahr vor Beginn der Spielzeit 2010. Als Zwölfter war das Saisonergebnis kaum besser, so dass sich der Klub erneut zum Trainerwechsel entschied und ihn direkt nach Saisonende entließ. Als Nachfolger wurde der Spanier Josep Clotet Ruiz verpflichtet.
Im Dezember 2012 verpflichtete der Erstligist Mjällby AIF Jacobsson gemeinsam mit Anders Linderoth als Assistenztrainer des neuen Cheftrainers Anders Torstensson ab der Spielzeit 2013. Mitte Oktober des folgenden Jahres rückte Jacobsson nach der Entlassung Torstenssons zum Cheftrainer auf und beendete die Spielzeit mit dem Klub auf dem elften Tabellenplatz. Im Juli 2014 entließ ihn der Klub auf dem Relegationsplatz in der Allsvenskan liegend.